# Эрсой, Метин
Метин Эрсой (тур. Metin Ersoy, 15 апреля 1934, Стамбул — 29 октября 2017, Стамбул) — турецкий певец. Он родился 15 апреля 1934 года в Стамбуле. Окончил среднюю школу Ени Колей (Yeni Kolej). В юности играл в футбол в клубах Вефа и Галатасарай. В 1961 году после травмы в матче он отказался от футбола.

## Музыка
Играя в футбол, он также начал петь. В 1956 году во время прохождения обязательной военной службы его отправили в Корею для службы в турецкой бригаде в Корее, которая действовала во время Корейской войны. В Корее он был и переводчиком, и артистом. Он пел в военной столовой. Некоторые американские солдаты, слушавшие его, сравнивали Метина Эрсоя с Гарри Белафонте, известным певцом музыки калипсо. Вернувшись домой, Метин Эрсой решил спеть калипсо в оркестре Ильхама Генджера, который назвал его «турецким королём калипсо».

## Личная жизнь
В 1977 году он женился на Тюлин Эрсой. У пары родились сын Эмир и дочь Тугче. Метин Эрсой умер 29 октября 2017 года в Стамбуле. Похоронен на кладбище Караджаахмет.

## Дискография и фильмография
Он выпустил 7 синглов. Среди них большой успех имел «Vakit Yok, gemi kalkıyor artık» в стиле калипсо. В период с 1978 по 2013 год он выпустил 6 альбомов.
Фильмы, в которых снялся Эрсой:
- Son Bahar Yaprakları («Осенние листья»)
- Boş Yuva («Пустой дом»)
- Gecelerin Ötesi («За пределами ночи»)
- Papatya («Маргаритка»)[5]